# Comisión de Derechos de la Mujer e Igualdad de Género
La Comisión de Derechos de la Mujer e Igualdad de Género (FEMM) es una comisión del Parlamento Europeo.

## Presidencia
Listado de presidentas de la Comisión FEMM:
| Nombre | Nombre         | Periodo     | Partido político | País    |
| ------ | -------------- | ----------- | ---------------- | ------- |
|        | Robert Biedron | 2022 – 2024 | S&D              | Polonia |
|        | Evelyn Regner  | 2019 - 2022 | S&D              | Austria |

## Miembros

### IX Legislatura
Elegida el 10 de julio de 2019.

#### Vicepresidencias
- María Eugenia Rodríguez Palop
- Silwia Spurek
- Elissavet Vozemberg-Vriondidi
- Robert Biedron (hasta 2022, cuando Regner se convirtió en vicepresidenta del Parlamento y Biedron le sucedió en la presidencia de la Comisión FEMM)

- Radka Maxová

#### Miembros
- Evelyn Regner (presidenta de la Comisión FEMM, dejó de serlo al convertirse en presidenta del Parlamento si bien permaneció como miembro).

- Isabella ADINOLFI
- Christine ANDERSON
- Simona BALDASSARRE
- Vilija BLINKEVIČIŪTĖ
- Annika BRUNA
- Maria da Graça CARVALHO
- Gwendoline DELBOS-CORFIELD
- Rosa ESTARÀS FERRAGUT
- Frances FITZGERALD
- Lina GÁLVEZ MUÑOZ
- Lívia JÁRÓKA
- Arba KOKALARI
- Alice KUHNKE
- Elżbieta Katarzyna ŁUKACIJEWSKA
- Karen MELCHIOR
- Andżelika Anna MOŻDŻANOWSKA
- Johan NISSINEN
- Maria NOICHL
- Carina OHLSSON
- Sandra PEREIRA
- Pina PICIERNO
- Sirpa PIETIKÄINEN
- Margarita DE LA PISA CARRIÓN
- Samira RAFAELA
- Diana RIBA I GINER
- María Soraya RODRÍGUEZ RAMOS
- Christine SCHNEIDER
- Stéphane SÉJOURNÉ
- Michal ŠIMEČKA
- Isabella TOVAGLIERI
- Marco ZULLO

### VII Legislatura

#### Miembros
- Regina Bastos (5ª y 7ª legislaturas)
- Edit Bauer (6ª y 7ª legislaturas)
- Godfrey Bloom (6ª y 7ª legislaturas)
- Emine Bozkurt
- Andrea Češková
- Marije Cornelissen
- Silvia Costa
- Tadeusz Cymanski
- Ilda Figueiredo
- Iratxe García
- Zita Gurmai
- Mary Honeyball
- Sofía en 't Veld
- Teresa Jiménez-Becerril
- Nicole Kiil-Nielsen
- Rodi Kratsa-Tsagaropoulou
- Constance Le Grip
- Astrid Lulling
- Angelika Niebler
- Siiri Oviir
- Antonia Parvanova
- Frédérique Ries
- Raül Romeva
- Nikki Sinclaire
- Joanna Skrzydlewska
- Marc Tarabella
- Britta Thomsen
- Marina Yannakoudakis
- Anna Záborská
- Helene Fritzon

#### Suplentes
- Roberta Angelilli
- Izaskun Bilbao Barándica
- Vilija Blinkevičiūtė
- Franziska Brantner
- Anne Delvaux
- Cornelia Ernest
- Rosa Estarás
- Jill Evans
- Mariya Gabriel
- Sylvie Guillaume
- Kent Johansson
- Christa Klass
- Mojca Kleva
- Kartika Liotard
- Ulrike Lunacek
- Gesine Meissner
- Morten Messerschmidt
- Katarína Neveďalová
- Norica Nicolai
- Doris Pack
- Chrysoúla Saatsóglou-Paliadéli
- Antigoni Papadopoulou
- Sirpa Pietikäinen
- Rovana Plumb
- Zuzana Roithová
- Licia Ronzulli
- Joanna Senyszyn
- Eleni Theocharous
- Angelika Werthmann
- Corien Wortmann-Kool